# Ereptonema fimbriatum
Ereptonema fimbriatum is een rondwormensoort uit de familie van de Plectidae. De wetenschappelijke naam van de soort is voor het eerst geldig gepubliceerd in 1966 door Anderson.